# Anisia neglecta
Anisia neglecta är en tvåvingeart som beskrevs av Wulp 1890. Anisia neglecta ingår i släktet Anisia och familjen parasitflugor. Inga underarter finns listade i Catalogue of Life.